# Acacia excelsa
Acacia excelsa — вид квіткових рослин з родини бобових. Ареал: Австралія (Новий Південний Уельс, Квінсленд).

## Середовище проживання
Зазвичай росте в червоних піщаних суглинках з мульгою та в евкаліптових лісах (subsp. augusta) або на жовтих або бурих гравійних, піщаних або глинистих ґрунтах у евкаліптових лісах (subsp. excelsa).

## Біоморфологічна характеристика
Велике дерево до 20 метрів заввишки, зазвичай з плакучим типом. Він має тверду, тріщинисту та темно-сіру кору та голі гілки. Деревина дерева має запах, схожий на зрізані фіалки. Голі вічнозелені філодії прямі або злегка зігнуті, мають вузькоеліптичну або вузьковидовжену форму, зазвичай мають довжину від 2 до 7 см, але можуть досягати довжини до 9 см і ширини від 3 до 22 мм з трьома-сіма помітними поздовжніми жилками. Цвіте з березня по червень у своєму природному ареалі, утворюючи прості суцвіття, які з'являються групами від одного до чотирьох, зазвичай у пазухах. Має кулясті квіткові голови діаметром від 4 до 8 мм і містить від 20 до 35 яскраво-жовтих квіток. Стручки голі, плоскі та прямі, але стиснуті між насінням, мають довжину від 4 до 11 см і ширину від 6 до 12 мм, тонко сітчасто жилкові, часто вкриті дрібним білим порошкоподібним нальотом.

## Використання
Кора цього виду, як і всіх видів акацій, містить значну кількість дубильних речовин і має в’яжучу дію, тому її можна використовувати в медичних цілях, зокрема для лікування діареї та дизентерії при внутрішньому застосуванні або для лікування ран, геморою або деяких проблем із очима при зовнішньому застосуванні. Дерева також можуть виробляти камедь зі стебел, яку також приймають всередину для лікування геморою та діареї. Деревина, вироблена з дерева, є дрібнозернистою, дуже міцною, твердою та еластичною та підходить для кабінетних виробів та інструментальних грифів. Його використовували корінні австралійські народи для виготовлення бумерангів і списометів.